# Породи великої рогатої худоби
Породи великої рогатої худоби — це породи одомашнених травоїдних тварини роду биків (Bos). Відомо близько 800 порід великої рогатої худоби.
За походженням породи ВРХ діляться на:
- належать до підвиду Bos taurus taurus (європейський бик)
- зебу (Bos taurus indicus). Розводяться у тропічному кліматі. Близько 120 порід.
- гібриди європейської худоби та зебу. 29 порід.
- одомашнені буйволи (Bubalus bubalis). 38 порід.
- гаял — свійська форма гаура.
- домашній як

У даній статті наведено перелік порід бика свійського (Bos taurus). Породи одомашнених буйволів можна переглянути у статті «Породи одомашнених буйволів».

## А
| Порода                             | Зображення            | Підвид                | Походження                    | М'ясна | Молочна | Робоча | Інше              |
| ---------------------------------- | --------------------- | --------------------- | ----------------------------- | ------ | ------- | ------ | ----------------- |
| Абиссінський короткорогий зебу     |                       | indicus               | Ефіопія                       | —      | —       | роб.   | —                 |
| Абігар                             |                       | taurus                | Ефіопія                       | —      | мол.    | —      | —                 |
| Абонданс                           |                       | taurus                | Франція                       | м'яс.  | мол.    | —      | —                 |
| Авейл Дінка                        |                       | —                     | Південний Судан               | —      | —       | —      | —                 |
| Аветоноу                           |                       | —                     | Того                          | —      | —       | —      | —                 |
| Авіленська чорна іберійська        |                       | —                     | Іспанія                       | —      | —       | —      | —                 |
| Авіленья                           |                       | taurus                | Іспанія                       | м'яс.  | —       | роб.   | —                 |
| Австралійська рівнинна             |                       | taurus                | Австралія                     | м'яс.  | —       | —      | —                 |
| Австралійський брангус             |                       | taurus/indicus гібрид | Австралія                     | м'яс.  | —       | —      | —                 |
| Австралійський брафорд             |                       | taurus/indicus гібрид | Австралія                     | м'яс.  | —       | —      | —                 |
| Австралійський молочний зебу       |                       | taurus/indicus гібрид | Австралія                     | —      | мол.    | —      | —                 |
| Австралійська короткорога          |                       | —                     | Австралія                     | м'яс.  | —       | —      | —                 |
| Австралійський чербрей             |                       | taurus/indicus гібрид | Австралія                     | м'яс.  | —       | —      | —                 |
| Австралійський фризійський сахівал |                       | taurus/indicus гібрид | Австралія                     | —      | мол.    | —      | —                 |
| Австрійська жовта                  |                       | —                     | Австрія                       | —      | —       | —      | —                 |
| Австрійська симентальська          |                       | —                     | Австрія                       | —      | —       | —      | —                 |
| Адамава                            |                       | taurus                | Нігерія                       | м'яс.  | мол.    | роб.   | —                 |
| Адаптавр                           |                       | taurus/indicus гібрид | Австралія                     | м'яс.  | —       | —      | —                 |
| Аджерольська                       |                       | taurus                | Італія                        | —      | мол.    | —      | —                 |
| Азаовак                            |                       | —                     | Малі                          | —      | —       | —      | —                 |
| Азебуадо                           |                       | —                     | Бразилія                      | —      | —       | —      | —                 |
| Азербайджанський зебу              |                       | —                     | Азербайджан                   | —      | —       | —      | —                 |
| Азорська                           |                       | —                     | Португалія                    | —      | —       | —      | —                 |
| Айрширська                         |                       | taurus                | Шотландія                     | —      | мол.    | —      | —                 |
| Акауші                             |                       | —                     | Японія                        | м'яс.  | —       | —      |                   |
| Аламбаді                           |                       | indicus               | Індія                         | —      | —       | роб.   | —                 |
| Алатауська                         |                       | taurus                | Казахстан                     | м'яс.  | мол.    | —      | —                 |
| Албанська                          |                       | taurus                | Албанія                       | —      | мол.    | роб.   | —                 |
| Алентежана                         |                       | taurus                | Португалія                    | м'яс.  | —       | роб.   | —                 |
| Алеутський дикий бик               |                       | —                     | США                           | —      | —       | —      | здичавілий        |
| Аліаб Дінка                        |                       | —                     | Південний Судан               | —      | —       | —      | —                 |
| Алістана-Санабреса                 |                       | —                     | Іспанія                       | —      | —       | —      | —                 |
| Алур                               |                       | —                     | Демократична Республіка Конго | —      | —       | —      | —                 |
| Альберська                         | Albera cattle grazing | taurus                | Іспанія                       | м'яс.  | —       | —      | здичавіла         |
| Альдернейська                      |                       | taurus                | острови Гернсі і Джерсі       | —      | мол.    | —      | —                 |
| Альмогекор                         |                       | taurus                | Швеція                        | м'яс.  | —       | роб.   | —                 |
| Американська                       |                       | taurus/indicus гібрид | США                           | м'яс.  | —       | —      | —                 |
| Американський ангус                |                       | —                     | США                           | —      | —       | —      | —                 |
| Американський біф-фрізіан          |                       | —                     | США                           | —      | —       | —      | —                 |
| Американський браун-швісс          |                       | —                     | США                           | —      | —       | —      | —                 |
| Американська вайт-парк             |                       | taurus                | США                           | м'яс.  | мол.    | —      | —                 |
| Американська молочна девонська     |                       | taurus                | США                           | м'яс.  | мол.    | роб.   | —                 |
| Америфакс                          |                       | taurus                | США                           | м'яс.  | мол.    | —      | —                 |
| Амріт-Махал                        |                       | indicus               | Індія                         | —      | —       | роб.   |                   |
| Амстердамська                      |                       | taurus                | острів Амстердам              | —      | —       | —      | дика популяція    |
| Анатолійська чорна                 |                       | taurus                | Туреччина                     | м'яс.  | мол.    | роб.   | —                 |
| Ангельнська                        |                       | taurus                | Німеччина                     | —      | мол.    | —      | —                 |
| Англійська довгорога               |                       | taurus                | Англія                        | м'яс.  | мол.    | —      | —                 |
| Ангоні                             |                       | —                     | Малаві                        | —      | —       | —      | —                 |
| Ангус                              |                       | taurus                | Шотландія                     | м'яс.  | —       | —      | —                 |
| Андалузька блондинка               |                       | —                     | Іспанія                       | —      | —       | —      | —                 |
| Андалузька сіра                    |                       | —                     | Іспанія                       | —      | —       | —      | —                 |
| Андалузька чорна                   |                       | taurus                | Іспанія                       | м'яс.  | —       | —      | на межі зникнення |
| Анкіна                             |                       | —                     | США                           | —      | —       | —      | —                 |
| Анколе-ватусі                      |                       | indicus               | Східна Африка                 | м'яс.  | мол.    | роб.   |                   |
| Ансбах-Трісдорфер                  |                       | taurus                | Німеччина                     | м'яс.  | мол.    |        |                   |
| Аоста                              |                       | taurus                | Італія                        | —      | —       | роб.   | —                 |
| Апулійська подоліанська            |                       | —                     | Італія                        | —      | —       | —      | —                 |
| Арадо                              |                       | —                     | Ефіопія                       | —      | —       | —      | —                 |
| Арасена                            |                       | —                     | Іспанія                       | —      | —       | —      | —                 |
| Аргентинська кріолло               |                       | taurus                | Аргентина                     | м'яс.  | мол.    | —      | —                 |
| Аргентинська фризька               |                       | —                     | Аргентина                     | —      | —       | —      | —                 |
| Армориканська                      |                       | taurus                | Франція                       | м'яс.  | мол.    | —      | —                 |
| Арукеша                            |                       | taurus                | Португалія                    | м'яс.  | мол.    | —      | —                 |
| Арсі                               |                       | —                     | Ефіопія                       | —      | —       | —      | —                 |
| Астурійська гірська                |                       | taurus                | Іспанія                       | м'яс.  | мол.    | —      | —                 |
| Астурійська рівнинна               |                       | taurus                | Іспанія                       | м'яс.  | мол.    | —      | —                 |
| Ауліє-атинська                     |                       | taurus                | Казахстан                     | —      | мол.    | —      | —                 |
| Африкангус                         |                       | taurus/indicus гібрид | США                           | м'яс.  | —       | —      | —                 |
| Африканер                          |                       | indicus               | ПАР                           | м'яс.  | —       | —      | —                 |
| Ачех                               |                       | —                     | Індонезія                     | м'яс.  | —       | —      | —                 |
| Ачхам                              |                       | indicus               | Непал                         | —      | мол.    | —      | —                 |

## Б
| Порода                    | Зображення                 | Підвид                | Походження          | М'ясна | Молочна | Робоча | Інше                |
| ------------------------- | -------------------------- | --------------------- | ------------------- | ------ | ------- | ------ | ------------------- |
| Базадес                   |                            | taurus                | Франція             | м'яс.  | —       | —      | —                   |
| Базужеська блакитна       |                            | taurus                | Франція             | м'яс.  | —       | —      | —                   |
| Бакосі                    |                            | taurus                | Камерун             | м'яс.  | —       | —      | ритуальна           |
| Баладі                    |                            | indicus               | Єгипет              | м'яс.  | —       | —      | ритуальна           |
| Балансер                  |                            | taurus                | США                 | м'яс.  | мол.    | —      | Гелбві/Ангус гібрид |
| Балійська                 |                            | бантенг               | о. Балі (Індонезія) | м'яс.  | —       | —      | —                   |
| Баоуле                    |                            | taurus                | Кот-д'Івуар         | —      | —       | —      | —                   |
| Баргур                    |                            | indicus               | Індія               | —      | мол.    | роб.   | напівдикий          |
| Барзона                   |                            | taurus/indicus гібрид | США                 | м'яс.  | —       | —      | —                   |
| Баррозанська              |                            | taurus                | Португалія          | м'яс.  | —       | роб.   | —                   |
| Бахері                    |                            | indicus               | Еритрея             | м'яс.  | мол.    | —      | —                   |
| Бачаур                    |                            | indicus               | Індія               | —      | мол.    | роб.   | —                   |
| Беарнська                 |                            | taurus                | Франція             | м'яс.  | мол.    | роб.   | —                   |
| Безрогий бохус            |                            | —                     | Швеція              | —      | —       | —      | —                   |
| Безрога герефордська      |                            | taurus                | Англія              | м'яс.  | —       | —      | —                   |
| Безрога шортгорнська      |                            | taurus                | Англія              | м'яс.  | —       | —      | —                   |
| Бельгійська біло-блакитна |                            | taurus                | Бельгія             | м'яс.  | мол.    | —      | —                   |
| Бельгійська червона       |                            | taurus                | Бельгія             | м'яс.  | мол.    | роб.   | на межі зникнення   |
| Бельгійська червона ряба  |                            | taurus                | Бельгія             | м'яс.  | мол.    | —      | —                   |
| Бельгійська червоно-біла  |                            | taurus                | Бельгія             | м'яс.  | мол.    | —      | —                   |
| Бельмонтська червона      |                            | taurus/indicus гібрид | Австралія           | м'яс.  | —       | —      | —                   |
| Бенгальська               |                            |                       | Бангладеш           |        | —       | роб.   | —                   |
| Бернська                  |                            | —                     | Швейцарія           | —      | —       | —      | —                   |
| Берренда                  |                            | taurus                | Іспанія             | м'яс.  | мол.    | роб.   | спорт               |
| Бестужевська              |                            | taurus                | Росія               | м'яс.  | мол.    |        |                     |
| Бетісу                    |                            | taurus                | Іспанія/Франція     | м'яс.  | —       | роб.   | —                   |
| Біла какерес              |                            | taurus                | —                   | м'яс.  | —       | роб.   | —                   |
| Біла фулані               | Західна Африка             | indicus               | —                   | м'яс.  | —       | —      | —                   |
| Біла ламфун               |                            | indicus               | Таїланд             | —      | —       | роб.   | —                   |
| Білий парк                |                            | taurus                | Велика Британія     | м'яс.  | мол.    | —      | —                   |
| Біф фризька               |                            | taurus                | США                 | м'яс.  | мол.    | —      | —                   |
| Біфало                    |                            | taurus/ Bison гібрид  | США                 | м'яс.  | —       | —      | —                   |
| Біфмастер                 |                            | taurus/indicus гібрид | США                 | м'яс.  | —       | —      | —                   |
| Біфмейкер                 |                            | taurus/indicus гібрид | Австралія           | м'яс.  | —       | —      | —                   |
| Бланка Касеренья          |                            | taurus                | Іспанія             | м'яс.  | мол.    | роб.   | —                   |
| Бланко Орехінегро         |                            | taurus                | Колумбія            | м'яс.  | мол.    | роб.   | —                   |
| Блакитна північна         |                            | taurus                | Франція             | м'яс.  | мол.    | —      | —                   |
| Блакитний альбіон         |                            | taurus                | Велика Британія     | м'яс.  | —       | —      | —                   |
| Блакитно-сіра             |                            | taurus                | Велика Британія     | м'яс.  | —       | —      | —                   |
| Богусланнська             |                            | taurus                | Швеція              | м'яс.  | —       | —      | —                   |
| Бонсмара                  | A Bonsmara bull in Namibia | taurus/indicus гібрид | ПАР                 | м'яс.  | —       | —      | —                   |
| Боран                     |                            | indicus               | Східна Африка       | м'яс.  | —       | —      | —                   |
| Бордоська                 |                            | taurus                | Франція             |        | мол.    | —      | —                   |
| Бошкарин                  |                            | taurus                | Хорватія, Словенія  | м'яс.  | мол.    | роб.   | —                   |
| Брахман                   |                            | indicus               | Індія               | м'яс.  | мол.    | роб.   | —                   |
| Брагмузін                 |                            | taurus/indicus гібрид | США                 | м'яс.  | —       | роб.   | —                   |
| Брангус                   |                            | taurus/indicus гібрид | США                 | м'яс.  | —       | —      | —                   |
| Брава                     |                            | taurus                | Іспанія             | —      | —       | —      | спорт               |
| Бретонська чорно-ряба     |                            | taurus                | Франція             | —      | мол.    | —      | —                   |
| Брефорд                   |                            | taurus/indicus гібрид | США                 | м'яс.  | —       | —      | —                   |
| Британська біла           |                            | taurus                | Велика Британія     | м'яс.  | мол.    | —      | —                   |
| Британська фризька        |                            | taurus                | Велика Британія     | —      | мол.    | —      | —                   |
| Брюн                      |                            | taurus                | Франція             | —      | мол.    | —      | —                   |
| Буелінго                  |                            | taurus                | США                 | м'яс.  | мол.    | —      | —                   |
| Бура карпатська           |                            | taurus                | Україна             | —      | —       | —      | —                   |
| Бурліна                   |                            | taurus                | Італія              | —      | мол.    | —      | —                   |
| Бутана                    |                            | indicus               | Судан               | —      | мол.    | —      | —                   |
| Буша                      |                            | taurus                | колишня Югославія   | м'яс.  | мол.    | роб.   | —                   |
| Бушуївська                |                            | зебу                  | Узбекистан          | —      | мол.    | —      | —                   |

## В
| Порода                   | Зображення | Підвид                | Походження      | М'ясна | Молочна | Робоча | Інше  |
| ------------------------ | ---------- | --------------------- | --------------- | ------ | ------- | ------ | ----- |
| Вагю                     |            | taurus                | Японія          | м'яс.  | —       | роб.   | —     |
| Вагулі                   |            | taurus                | США             | м'яс.  | —       | —      | —     |
| Вайнол                   |            | taurus                | Шотландія       | м'яс.  | —       | —      | —     |
| Вайтбред шортгорн        |            | taurus                | Велика Британія | м'яс.  | —       | —      | —     |
| Ваква                    |            | indicus               | Камерун         | м'яс.  | —       | —      |       |
| Вака Топоса              |            | taurus                | —               | —      | —       | —      | спорт |
| Валледаостська червона   |            | taurus                | Італія          | —      | мол.    | —      |       |
| Валледаостська чорна     |            | taurus                | Італія          | —      | мол.    | —      |       |
| Валонська чорна          |            | taurus                | Уельс           | м'яс.  | —       | —      | —     |
| Вангус                   |            | taurus/indicus гібрид | —               | м'яс.  | —       | —      | —     |
| Венеко                   |            | taurus                | Швеція          | м'яс.  | —       | —      | —     |
| Вестланнська             |            | taurus                | Норвегія        | м'яс.  | мол.    | —      | —     |
| Вечур                    |            | indicus               | Індія           | —      | мол.    | —      |       |
| Віанеса                  |            | indicus               | Іспанія         | м'яс.  | мол.    | —      | —     |
| Віллар-де-ланська порода |            | taurus                | Франція         | м'яс.  | мол.    | —      | —     |
| Вогезька                 |            | taurus                | Франція         | м'яс.  | мол.    | —      | —     |
| Волинська м'ясна         |            | —                     | Україна         | м'яс.  | —       | —      | —     |
| Вордервельдська          |            | taurus                | Німеччина       | м'яс.  | мол.    | —      | —     |

## Г
| Порода                   | Зображення | Підвид                | Походження   | М'ясна | Молочна | Робоча | Інше            |
| ------------------------ | ---------- | --------------------- | ------------ | ------ | ------- | ------ | --------------- |
| Гайленд                  |            | taurus                | Шотландія    | м'яс.  | —       | —      | —               |
| Галіційська блондинка    |            | taurus                | Іспанія      | м'яс.  | мол.    | —      | —               |
| Галлікар                 |            | indicus               | Індія        | —      | —       | роб.   |                 |
| Галловейська             |            | taurus                | Шотландія    | м'яс.  | —       | роб.   | —               |
| Галловейська підперезана |            | taurus                | Шотландія    | м'яс.  | —       | —      | —               |
| Ганву                    |            | taurus                | Корея        | м'яс.  | —       | роб.   |                 |
| Гангатірі                |            | indicus               | Індія        | —      | мол.    | роб.   | —               |
| Гаолао                   |            | indicus               | Індія        | —      | мол.    | роб.   | —               |
| Гарвонеша                |            | taurus                | Португалія   | м'яс.  | —       | роб.   | —               |
| Гаріана                  |            | indicus               | Індія        | —      | мол.    | роб.   | —               |
| Hartón del Valle         |            | taurus                | Колумбія     | м'яс.  | мол.    | роб.   | —               |
| Гарцька червона          |            | taurus                | Німеччина    | м'яс.  | мол.    | роб.   | —               |
| Гасконська               |            | taurus                | Франція      | м'яс.  | —       | роб.   | —               |
| Гваделупська креольська  |            | taurus                | о. Гваделупа | м'яс.  | —       |        | —               |
| Гейса                    |            | taurus                | Канада       | м'яс.  | —       | —      | —               |
| Гека                     |            | taurus                | Німеччина    | —      | —       | —      | науковий проект |
| Гельмська                |            | indicus               | Алжир        | м'яс.  | мол.    | —      |                 |
| Герефордська             |            | taurus                | Англія       | м'яс.  | —       | —      | —               |
| Гернсі                   |            | taurus                | о. Гернсі    | —      | мол.    | —      | —               |
| Гібридмастер             |            | taurus/Indicus hybrid | —            | м'яс.  | мол.    | —      | —               |
| Гінтервельдська          |            | taurus                | Німеччина    | м'яс.  | мол.    | —      | —               |
| Гір                      |            | indicus               | Індія        | —      | мол.    | —      | —               |
| Гламорган                |            | taurus                | Уельс        | —      | мол.    | —      | —               |
| Гланська                 |            | taurus                | Німеччина    | м'яс.  | мол.    | роб.   | —               |
| Глостерська              |            | taurus                | Англія       | м'яс.  | мол.    | роб.   | —               |
| Гобра                    |            | indicus               | —            | м'яс.  | —       | роб.   | —               |
| Голландська              |            | taurus                | Нідерланди   | —      | мол.    | —      | —               |
| Голландсько-аргентинська |            | taurus                | Аргентина    | м'яс.  | мол.    | —      | —               |
| Голштинська червона      |            | taurus                | —            | —      | мол.    | —      | —               |
| Голштинська              |            | taurus                | —            | —      | мол.    | —      | —               |
| Горро                    |            | indicus               | Ефіопія      | м'яс.  | —       | роб.   | —               |
| Грейман                  |            | taurus/indicus гібрид | Австралія    | м'яс.  | —       | —      | —               |
| Грецька короткорога      |            | taurus                | Греція       | м'яс.  | мол.    | —      | —               |
| Грецька степова          |            | taurus                | —            | м'яс.  | —       | —      | —               |
| Гріоджио альпіна         |            | taurus                | Італія       |        | мол.    | —      | —               |
| Гронінгенська            |            | taurus                | Нідерланди   | —      | мол.    | —      | —               |
| Гронінгенська білоголова |            | taurus                | Нідерланди   | м'яс.  | мол.    | —      | —               |
| Грузинська гірська       |            | taurus                | Грузія       | м'яс.  | мол.    | роб.   | —               |
| Гудалі                   |            | indicus               | —            | —      | мол.    | роб.   | —               |
| Гузерат                  |            | indicus               | Бразилія     | м'яс.  | —       | роб.   | —               |

## Д
| Порода                 | Зображення | Підвид                | Походження          | М'ясна | Молочна | Робоча | Інше |
| ---------------------- | ---------- | --------------------- | ------------------- | ------ | ------- | ------ | ---- |
| Дангі                  |            | indicus               | Індія               | —      | —       | роб.   | —    |
| Данська джерсі         |            | taurus                | Данія               | —      | мол.    | —      | —    |
| Данська червона        |            | taurus                | Данія               | м'яс.  | мол.    | —      | —    |
| Данська чорна строката |            | taurus                | Данія               | м'яс.  | мол.    | —      | —    |
| Даяль                  |            | indicus               | Пакистан            | м'яс.  | мол.    | роб.   | —    |
| Девонська молочна      |            | taurus                | США                 |        | мол.    | —      | —    |
| Девонська південна     |            | taurus                | Англія              | м'яс.  | мол.    | —      | —    |
| Девонська північна     |            | taurus                | Англія              | м'яс.  | мол.    | —      | —    |
| Декстер                |            | taurus                | Ірландія            | м'яс.  | мол.    | —      | —    |
| Деоні                  |            | indicus               | Індія               | —      | мол.    | роб.   | —    |
| Джерсійська            |            | taurus                | Нормандські острови | —      | мол.    | —      | —    |
| Доайо                  |            | taurus                | Камерун             | —      | —       | —      | —    |
| Долафе                 |            | taurus                | Норвегія            | м'яс.  | мол.    | —      | —    |
| Дракенсберзька         |            | taurus                | ПАР                 | м'яс.  |         | —      | —    |
| Друджтмастер           |            | taurus/indicus гібрид | Австралія           | м'яс.  | —       | —      | —    |
| Дулонг                 |            | taurus                | —                   | м'яс.  | —       | роб.   | —    |
| Дханні                 |            | indicus               | Пакистан            | м'яс.  | мол.    | роб.   | —    |

## Е
| Порода                 | Зображення | Підвид | Походження    | М'ясна | Молочна | Робоча | Інше           |
| ---------------------- | ---------- | ------ | ------------- | ------ | ------- | ------ | -------------- |
| Еволенська             |            | taurus | Швейцарія     | —      | мол.    | —      | —              |
| Ендербська             |            |        | Нова Зеландія | —      | —       | —      | дика популяція |
| Еннстальська гірська   |            | taurus | Австрія       | м'яс.  | —       | роб.   | —              |
| Ерингерська            |            | taurus | Швейцарія     | м'яс.  | —       | —      |                |
| Естонська голштейнська |            | —      | —             | —      | —       | —      | —              |
| Естонська              |            | taurus | Естонія       | —      | —       | —      | —              |
| Естонська червона      |            | taurus | Естонія       | м'яс.  | мол.    | —      | —              |

## Ж
| Порода     | Зображення | Підвид | Походження | М'ясна | Молочна | Робоча | Інше |
| ---------- | ---------- | ------ | ---------- | ------ | ------- | ------ | ---- |
| Жармеліста |            | taurus | Португалія | м'яс.  | —       | роб.   | —    |

## З
| Порода                  | Зображення | Підвид             | Країна/регіон походження | М'ясні | Молочні | Робочі | Інші            |
| ----------------------- | ---------- | ------------------ | ------------------------ | ------ | ------- | ------ | --------------- |
| Західна червона безрога |            | taurus             | —                        | м'яс.  | мол.    | —      | —               |
| Зуброн                  |            | Taurus/Зубр гібрид | Польща                   | м'яс.  | —       | —      | науковий проект |

## І
| Порода                  | Зображення | Підвид                | Походження | М'ясна | Молочна | Робоча | Інше  |
| ----------------------- | ---------- | --------------------- | ---------- | ------ | ------- | ------ | ----- |
| Іберійська              |            | —                     | —          | —      | —       | —      | —     |
| Ізраїльська голштинська |            | taurus                | —          | —      | мол.    | —      | —     |
| Ізраїльська червона     |            | taurus/indicus гібрид | —          | м'яс.  | мол.    | —      | —     |
| Іллаварра               |            | taurus                | Австралія  | м'яс.  | мол.    | —      | —     |
| Індо-бразильська порода |            | indicus               | —          | м'яс.  | —       | —      | —     |
| INRA 95                 |            | taurus                | Франція    | м'яс.  | —       | —      | —     |
| Ірландська              |            | taurus                | Ірландія   | м'яс.  | мол.    | —      | —     |
| Ісландська              |            | taurus                | Ісландія   | —      | мол.    | —      | —     |
| Іспанський бойовий бик  |            | taurus                | Іспанія    | м'яс.  | —       | —      | спорт |
| Істобенська порода      |            | taurus                | —          | м'яс.  | мол.    | —      | —     |

## К
| Порода                           | Зображення | Підвид                   | Походження         | М'ясна | Молочна | Робоча | Інше           |
| -------------------------------- | ---------- | ------------------------ | ------------------ | ------ | ------- | ------ | -------------- |
| Кабін Бурі                       |            | taurus/indicus гібрид    | Thailand           | м'яс.  | мол.    | —      | —              |
| Казахська білоголова             |            | taurus                   | —                  | м'яс.  | мол.    | —      | —              |
| Калмицька                        |            | taurus                   | —                  | м'яс.  | мол.    | —      | —              |
| Кальвана                         |            | taurus                   | Італія             | м'яс.  | мол.    |        | —              |
| Кальделана                       |            | taurus                   | Іспанія            | м'яс.  | мол.    | роб.   | —              |
| Камарзька                        |            | taurus                   | Франція            | м'яс.  | —       | роб.   | спорт          |
| Камфаенг Саен                    |            | taurus/indicus гібрид    | Таїланд            | м'яс.  | —       | —      | —              |
| Канадський спекл-парк            |            | taurus                   | Канада             | м'яс.  | —       | —      | —              |
| Канадська                        |            | taurus                   | Канада             | м'яс.  | мол.    | —      | —              |
| Канарська                        |            | taurus                   | Іспанія            | м'яс.  | —       | роб.   | —              |
| Кангаям                          |            | indicus                  | Індія              | —      | —       | роб.   | —              |
| Канкрей                          |            | indicus                  | Індія              | —      | —       | роб.   | —              |
| Канчім                           |            | taurus/indicus гібрид    | Бразилія           | м'яс.  | —       | —      | —              |
| Караку                           |            | taurus                   | Бразилія           | м'яс.  | мол.    | роб.   | —              |
| Каран Свісс                      |            | taurus/indicus гібрид    | —                  | м'яс.  | мол.    | —      | —              |
| Кардена Андалуза                 |            | taurus                   | Іспанія            | м'яс.  | —       | роб.   | —              |
| Каринтійська блондинка           |            | taurus                   | Австрія            | м'яс.  | мол.    | роб.   | —              |
| Карликова лулу                   |            | taurus/indicus/як гібрид | Непал              | —      | —       | —      | —              |
| Карора                           |            | taurus                   | Венесуела          | м'яс.  | мол.    | роб.   | —              |
| Касарагодська карликова          |            | indicus                  | Індія              | —      | мол.    | роб.   | —              |
| Каста                            |            | taurus                   | Франція            | м'яс.  | мол.    | роб.   | —              |
| Катіяваді                        |            | indicus                  | Індія              | —      | —       | роб.   | —              |
| Кахена                           |            | taurus                   | Португалія/Іспанія | м'яс.  | мол.    | роб.   | —              |
| Квінслендський мініатюрний боран |            | taurus                   | —                  | м'яс.  | —       | —      | декоративна    |
| Кемпбельська                     |            | taurus                   | Нова Зеландія      | —      | —       | —      | дика популяція |
| Кенана                           |            | indicus                  | Судан              | —      | мол.    | —      | —              |
| Кенката                          |            | indicus                  | Індія              | —      | —       | роб.   | —              |
| Керрі                            |            | taurus                   | Ірландія           | м'яс.  | мол.    | —      | —              |
| Китайська жовта                  |            | taurus/indicus гібрид    | Китай              | —      | —       | —      | —              |
| Китайська північна жовта         |            | —                        | Китай              | —      | —       | —      | —              |
| Китайська чорна строката         |            | taurus                   | Китай              | —      | мол.    | —      | —              |
| Кіанська                         |            | taurus                   | Італія             | м'яс.  | —       | роб.   | —              |
| Кінізара                         |            | taurus                   | Італія             | м'яс.  | —       |        | —              |
| Coloursided White Back           |            | taurus                   | —                  | м'яс.  | мол.    | —      | —              |
| Корат Вагю                       |            | taurus/indicus гібрид    | Таїланд            | м'яс.  | —       | —      | —              |
| Коричнева альпійська             |            | taurus                   | Швейцарія          | м'яс.  | мол.    | —      | —              |
| Коричнева атласька               |            | indicus                  | Марокко            | м'яс.  | мол.    | —      | —              |
| Коричнева кавказька              |            | taurus                   | Вірменія           | м'яс.  | мол.    | —      | —              |
| Корсиканська                     |            | taurus                   | Корсика            | м'яс.  | —       | —      |                |
| Коррієнте                        |            | taurus                   | Південна Америка   | м'яс.  | мол.    | роб.   | спорт          |
| Костеньйо-кон-Квернос            |            | taurus/indicus гібрид    | Колумбія           | м'яс.  | —       | роб.   | —              |
| Костромська                      |            | taurus                   | —                  | м'яс.  | мол.    | —      | —              |
| Криуло Лагеано                   |            | —                        | Бразилія           | —      | —       | —      | —              |
| Кришна                           |            | indicus                  | Індія              | —      | мол.    | роб.   | —              |
| Курі                             |            | taurus                   | Чад                | м'яс.  | мол.    | роб.   | —              |
| Курганська                       |            | taurus                   | —                  | м'яс.  | мол.    | —      | —              |
| Кхерідарх                        |            | indicus                  | Індія              | —      | —       | роб.   | —              |
| Кхілларі                         |            | indicus                  | Індія              | —      | —       | роб.   | —              |

## Л
| Порода                     | Зображення | Підвид  | Походження       | М'ясна | Молочна | Робоча | Інше |
| -------------------------- | ---------- | ------- | ---------------- | ------ | ------- | ------ | ---- |
| Лайнбек                    |            | taurus  | США              | —      | мол.    | —      | —    |
| Лакенвельдерська           |            | taurus  | Нідерланди       | м'яс.  | мол.    | —      | —    |
| Лампургер                  |            | —       | —                | —      | —       | —      | —    |
| Латвійська блакитна        |            | taurus  | Латвія           | —      | —       | —      | —    |
| Латвійська бура            |            | taurus  | Латвія           | м'яс.  | мол.    | —      | —    |
| Латвійська данська червона |            | taurus  | Латвія           | м'яс.  | мол.    | —      | —    |
| Лебединська                |            | taurus  | Україна          | —      | —       | —      | —    |
| Левантіна                  |            | taurus  | —                | м'яс.  | —       | роб.   | —    |
| Литовська білобока         |            | —       | —                | —      | —       | —      | —    |
| Литовська світло-сіра      |            | —       | Литва            | м'яс.  | мол.    | —      | —    |
| Литовська червона          |            | —       | Литва            | м'яс.  | —       | —      | —    |
| Литовська чорно-біла       |            | —       | —                | —      | —       | —      | —    |
| Лімія                      |            | taurus  | Іспанія          | м'яс.  | мол.    | роб.   | —    |
| Лімпургер                  |            | taurus  | Німеччина        | м'яс.  | мол.    | —      | —    |
| Лімузин                    |            | taurus  | Франція          | м'яс.  | —       | роб.   | —    |
| Лінг                       |            | taurus  | Шотландія        | м'яс.  | —       | —      | —    |
| Лінкольнська червона       |            | taurus  | Англія           | м'яс.  | —       | —      | —    |
| Лохані                     |            | indicus | —                | м'яс.  | —       | роб.   | —    |
| Лурдська                   |            | taurus  | Франція          | м'яс.  | мол.    | роб.   | —    |
| Люцерна                    |            | taurus  | Південна Америка | —      | —       | —      | —    |

## М
| Порода                      | Зображення | Підвид                 | Походження         | М'ясна | Молочна | Робоча | Інше   |
| --------------------------- | ---------- | ---------------------- | ------------------ | ------ | ------- | ------ | ------ |
| Маас-рейн-іссельська порода |            | taurus                 | Нідерланди         | м'яс.  | мол.    | —      | —      |
| Мадагаскарський зебу        |            | indicus                | —                  | м'яс.  | мол.    | роб.   | —      |
| Мадура                      |            | Banteng/indicus гібрид | Індонезія          | м'яс.  | мол.    | роб.   | Racing |
| Малві                       |            | indicus                | Індія              | —      | —       | роб.   | —      |
| Малнад Гідда                |            | indicus                | Індія              | —      | мол.    | роб.   |        |
| Мандалонзька                |            | taurus/indicus гібрид  | Австралія          | м'яс.  | —       | —      | —      |
| Мантекера Леонеса           |            | taurus                 | —                  | м'яс.  | мол.    | роб.   | —      |
| Марамурешська коричнева     |            | —                      | Румунія            | —      | —       | —      | —      |
| Мареммана                   |            | taurus                 | Італія             | м'яс.  | мол.    | роб.   | —      |
| Марешин                     |            | taurus                 | Франція            | м'яс.  | мол.    |        | —      |
| Марин-ландез                |            | taurus                 | Франція            |        |         |        | —      |
| Марінхоа                    |            | taurus                 | Португалія         | м'яс.  | мол.    | роб.   | —      |
| Марісменья                  |            | taurus                 | Іспанія            | м'яс.  | мол.    | роб.   | —      |
| Маркиджанська               |            | taurus                 | Італія             | м'яс.  | —       | роб.   | —      |
| Маронеша                    |            | taurus                 | Португалія         | м'яс.  | мол.    | роб.   | —      |
| Масайська                   |            | indicus                | Кенія / Танзанія   | м'яс.  | —       | роб.   | —      |
| Матеба                      |            | taurus                 | ДРК Конго          | м'яс.  | —       |        | —      |
| Машона                      |            | taurus                 | —                  | м'яс.  | —       | роб.   | —      |
| Мбороро                     |            | taurus/indicus гібрид  | Африка             | м'яс.  | —       | —      | —      |
| Меваті                      |            | indicus                | Індія              | —      | мол.    | роб.   | —      |
| Меноркіна                   |            | taurus                 | Балеарські острови | м'яс.  | —       | роб.   | —      |
| Мертоленга                  |            | taurus                 | Португалія         | м'яс.  | —       | роб.   | —      |
| Мінхота                     |            | taurus                 | Португалія         | м'яс.  | мол.    | роб.   | —      |
| Мірандес                    |            | taurus                 | Франція            | м'яс.  | —       | роб.   | —      |
| Мірандеша                   |            | taurus                 | Португалія         | м'яс.  | —       | роб.   | —      |
| Моденська                   |            | taurus                 | Італія             | м'яс.  | мол.    | —      | —      |
| Mocăniţă                    |            | —                      | Румунія            | —      | —       | —      | —      |
| Молліє                      |            | taurus                 | Іспанія            | м'яс.  | —       | роб.   | —      |
| Молочна шортгорнська        |            | taurus                 | Велика Британія    | м'яс.  | мол.    | —      | —      |
| Монбельярдська              |            | taurus                 | Франція            | м'яс.  | мол.    | —      | —      |
| Монгольська                 |            | taurus                 | Китай              | м'яс.  | —       | роб.   | —      |
| Моруча                      |            | taurus                 | Іспанія            | м'яс.  | —       | роб.   |        |
| Монхіна                     |            | taurus                 | Іспанія            | м'яс.  | —       | роб.   | —      |
| Мурбоденер                  |            | taurus                 | Австрія            | м'яс.  | мол.    | роб.   | —      |
| Мурнау-Верденфельська       |            | taurus                 | Німеччина          | —      | мол.    | —      | —      |
| Муррейська сіра             |            | taurus                 | Австралія          | м'яс.  | —       | —      | —      |
| Мурсійська порода           |            | taurus                 | Іспанія            | м'яс.  | —       | —      | —      |
| Мутуру                      |            | taurus africanus       | Нігерія            | м'яс.  | мол.    | —      | —      |

## Н
| Порода                          | Зображення | Підвид                | Походження | М'ясна | Молочна | Робоча | Інше |
| ------------------------------- | ---------- | --------------------- | ---------- | ------ | ------- | ------ | ---- |
| Нагорі                          |            | indicus               | Індія      | —      | —       | роб.   | —    |
| Нантська                        |            | taurus                | Франція    | м'яс.  | мол.    | роб.   | —    |
| Нгуні                           |            | taurus/indicus гібрид | ПАР        | м'яс.  | мол.    | —      | —    |
| Н'Дама                          |            | taurus                | Гвінея     | м'яс.  | мол.    | —      | —    |
| Негра Андалуза                  |            | taurus                | Іспанія    | м'яс.  | —       | роб.   | —    |
| Нелорська                       |            | indicus               | Бразилія   | м'яс.  | —       | роб.   | —    |
| Нідерландська фризька           |            | taurus                | Нідерланди | м'яс.  | мол.    | —      | —    |
| Німарі                          |            | indicus               | Індія      | —      | —       | роб.   | —    |
| Німецький ангус                 |            | taurus                | Німеччина  | м'яс.  | —       | —      | —    |
| Німецька жовта                  |            | taurus                | Німеччина  | м'яс.  | мол.    | роб.   | —    |
| Німецька коричнева              |            | taurus                | Німеччина  | м'яс.  | мол.    | —      | —    |
| Німецька симентальська          |            | taurus                | Австрія    | м'яс.  | мол.    | —      | —    |
| Німецька чорно-строката         |            | taurus                | Німеччина  | —      | мол.    | —      | —    |
| Німецька чорно-строката молочна |            | taurus                | Німеччина  | —      | мол.    | —      | —    |
| Норвезька червона               |            | taurus                | Норвегія   | м'яс.  | мол.    | —      | —    |
| Нормандська                     |            | taurus                | Франція    | м'яс.  | мол.    | —      | —    |
| Нурланнська                     |            | taurus                | Норвегія   |        | мол.    | —      | —    |

## О
| Порода   | Зображення | Підвид  | Країна/регіон походження | М'ясна | Молочна | Робоча | Інше |
| -------- | ---------- | ------- | ------------------------ | ------ | ------- | ------ | ---- |
| Обрацька |            | taurus  | Франція                  | м'яс.  | мол.    | —      | —    |
| Онголе   |            | indicus | Індія                    | м'яс.  | мол.    | роб.   | —    |

## П
| Порода                | Зображення | Підвид                | Походження      | М'ясна | Молочна | Робоча | Інше              |
| --------------------- | ---------- | --------------------- | --------------- | ------ | ------- | ------ | ----------------- |
| Пальмера              |            | taurus                | Іспанія         | м'яс.  | —       | роб.   | спорт             |
| Пантанейру            |            | —                     | Бразилія        | —      | —       | —      | —                 |
| Парда Альпіна         |            | taurus                | —               | м'яс.  | мол.    | —      | —                 |
| Партенезька           |            | taurus                | Франція         | м'яс.  | —       | роб.   | —                 |
| Пасіега               |            | taurus                | Іспанія         | —      | мол.    | —      | —                 |
| Пахуна                |            | taurus                | Іспанія         | м'яс.  | —       | роб.   | —                 |
| Пемброкська           |            | taurus                | Уельс           | м'яс.  | мол.    | —      | —                 |
| П'ємонтез             |            | taurus                | Італія          | м'яс.  | мол.    | —      | —                 |
| Південна жовта        |            | taurus/indicus гібрид | —               | —      | —       | роб.   | —                 |
| Північна шортгорнська |            | taurus                | Велика Британія | —      | мол.    | —      | —                 |
| Пізанська             |            | taurus                | Італія          | —      | мол.    | —      | —                 |
| Пінівудс              |            | taurus                | —               | м'яс.  | мол.    | роб.   | —                 |
| Пінцгау               |            | taurus                | Австрія         | м'яс.  | мол.    | —      | —                 |
| Піренейська           |            | taurus                | Іспанія         | м'яс.  | —       | роб.   | —                 |
| Пі-руж-де-плен        |            | taurus                | Франція         | —      | мол.    | —      | —                 |
| Подольська            |            | taurus                | Італія          | м'яс.  | мол.    | роб.   | —                 |
| Польська червона      |            | taurus                | Польща          | м'яс.  | мол.    | роб.   | —                 |
| Польська чорно-біла   |            | —                     | —               | —      | —       | —      | —                 |
| Понвар                |            | indicus               | Індія           | —      | —       | роб.   | —                 |
| Понтремольська        |            | taurus                | Італія          | —      | мол.    |        | —                 |
| Пон Янг Кхарм         |            | taurus                | Таїланд         | м'яс.  | —       | —      | —                 |
| Пулікулам             |            | indicus               | Індія           | —      | мол.    | роб.   | фестиваль Ялікату |
| Пунганур              |            | indicus               | Індія           | м'яс.  | мол.    | роб.   | —                 |
| Пустертальська ряба   |            | taurus                | Італія          | м'яс.  | —       | —      | —                 |

## Р
| Порода                 | Зображення | Підвид  | Походження | М'ясна | Молочна | Робоча | Інше        |
| ---------------------- | ---------- | ------- | ---------- | ------ | ------- | ------ | ----------- |
| Раму-Гранде            |            | taurus  | Португалія | м'яс.  | мол.    | роб.   | —           |
| Раму-Гранде            |            | taurus  | Португалія | м'яс.  | мол.    | роб.   | —           |
| Рагаджі                |            | indicus | Нігерія    | м'яс.  | мол.    | —      | —           |
| Раті                   |            | indicus | Індія      | —      | мол.    | роб.   | декоративна |
| Реджіана               |            | taurus  | Італія     | м'яс.  | мол.    |        | —           |
| Рейна                  |            | taurus  | —          | м'яс.  | мол.    | —      | —           |
| Рендел                 |            | taurus  | США        | м'яс.  | мол.    | роб.   | —           |
| Рендена                |            | taurus  | Італія     | м'яс.  | мол.    |        | —           |
| Ретійська сіра         |            | taurus  | Швейцарія  | м'яс.  | мол.    |        | —           |
| Ретінта                |            | taurus  | Іспанія    | м'яс.  | —       | роб.   | —           |
| Рінгамола              |            | taurus  | Швеція     | —      | мол.    | —      | —           |
| Рог'ян                 |            | indicus | —          | м'яс.  | —       | роб.   | —           |
| Романьйола             |            | taurus  | Італія     | м'яс.  | —       | роб.   | —           |
| Ромосінуано            |            | taurus  | Колумбія   | м'яс.  | —       | —      | —           |
| Російська чорно-ряба   |            | taurus  | Russia     | м'яс.  | мол.    | роб.   | —           |
| Руж-де-пре             |            | taurus  | Франція    | м'яс.  | мол.    | роб.   | —           |
| Румунська бєльцата     |            | —       | Румунія    | —      | —       | —      | —           |
| Румунська степова сіра |            | —       | Румунія    | —      | —       | —      | —           |
| Рябий парк             |            | taurus  | —          | м'яс.  | —       | —      | —           |

## С
| Порода                     | Зображення | Підвид                  | Походження                      | М'ясна | Молочна | Робоча | Інше |
| -------------------------- | ---------- | ----------------------- | ------------------------------- | ------ | ------- | ------ | ---- |
| Саймонс Тайп               |            | taurus/indicus гібрид   | —                               | м'яс.  | —       | —      | —    |
| Саїната                    |            | taurus                  | о. Сардинія (Італія)            | м'яс.  | —       | —      | —    |
| Салерська                  |            | taurus                  | Франція                         | м'яс.  | —       | роб.   | —    |
| Салорнська                 |            | taurus                  | —                               | м'яс.  | —       | —      | —    |
| Санга                      |            | taurus/indicus гібрид   | ПАР                             | м'яс.  | —       | —      | —    |
| Санге                      |            | taurus/Mongolian гібрид | —                               | м'яс.  | мол.    | роб.   | —    |
| Санта-Крузька              |            | taurus/indicus гібрид   | —                               | м'яс.  | —       | —      | —    |
| Санта-Гертруда             |            | taurus/indicus гібрид   | США                             | м'яс.  | —       | —      | —    |
| Сардинійська               |            | taurus                  | о. Сардинія (Італія)            | м'яс.  | —       | —      | —    |
| Сардо-Модікана             |            | taurus                  | о. Сардинія (Італія)            | м'яс.  | —       | —      | —    |
| Сахівал                    |            | indicus                 | Індія/Пакистан                  | —      | мол.    | —      | —    |
| Саягеса                    |            | taurus                  | Іспанія                         | м'яс.  | —       | роб.   | —    |
| Світла аквітанська         |            | taurus                  | Франція                         | м'яс.  | мол.    | роб.   | —    |
| Селембу                    |            | Гаур/indicus гібрид     | —                               | м'яс.  | мол.    | —      | —    |
| Сенепольська               |            | taurus/indicus гібрид   | Американські Віргінські острови | м'яс.  | —       | —      | —    |
| Сербська ряба              | —          | taurus                  | Сербія                          | —      | мол.    | —      | —    |
| Сербська степова           | —          | taurus                  | Сербія                          | —      | —       | роб.   | —    |
| Симентальська              |            | taurus                  | Швейцарія                       | м'яс.  | мол.    | роб.   | —    |
| Сичовська                  |            | taurus                  | Росія                           | м'яс.  | мол.    |        | —    |
| Сібоні де Куба             |            | taurus/indicus гібрид   | —                               | м'яс.  | —       | роб.   | —    |
| Sided Trönder              |            | —                       | —                               | —      | —       | —      | —    |
| Сіньцзянська бура          |            | Taurus/Mongolian hybrid | Китай                           | м'яс.  | мол.    | роб    | —    |
| Сімбрах                    |            | taurus/indicus гібрид   | —                               | м'яс.  | —       | —      | —    |
| Сімфордська                |            | taurus                  | —                               | м'яс.  | —       | —      | —    |
| Сірі                       |            | Зебу                    | Бутан                           | —      | мол.    | роб.   | —    |
| Сквейр Мітер               |            | taurus                  | Австралія                       | м'яс.  | —       | —      | —    |
| Сонуаська                  |            | taurus                  | Франція                         | м'яс.  | —       | —      | —    |
| Суссекська                 |            | taurus                  | Англія                          | м'яс.  | —       | —      | —    |
| Східна червона безрога     |            | —                       | —                               | —      | —       | —      | —    |
| Східноанатолійська червона |            | taurus                  | —                               | —      | мол.    | —      | —    |

## Т
| Порода                 | Зображення | Підвид                | Походження      | М'ясна | Молочна | Робоча | Інше            |
| ---------------------- | ---------- | --------------------- | --------------- | ------ | ------- | ------ | --------------- |
| Табапуя                |            | indicus               | Бразилія        | м'яс.  | мол.    | роб.   | —               |
| Тайська чорна          |            | taurus/indicus гібрид | Таїланд         | м'яс.  | —       | —      | —               |
| Тайський бойовий бик   |            | indicus               | Таїланд         | —      | —       | —      | спорт           |
| Тайська фризька        |            | taurus/indicus гібрид | Таїланд         | —      | мол.    | —      | —               |
| Тайський молочний зебу |            | taurus/indicus гібрид | Таїланд         | —      | мол.    | —      | —               |
| Тамбовська червона     |            | taurus                | Росія           | —      | мол.    | —      | —               |
| Тарантезька            |            | taurus                | Франція         | м'яс.  | мол.    | —      | —               |
| Тарпаркар              |            | indicus               | Індія/ Пакистан | —      | мол.    | роб.   | —               |
| Тасманійська сіра      |            | taurus                | Австралія       | м'яс.  | —       | —      | —               |
| Таурос                 |            | taurus                | —               | —      | —       | —      | науковий проект |
| Тексон                 |            | taurus                | —               | м'яс.  | —       | —      | —               |
| Телемаркська           |            | taurus                | Норвегія        | м'яс.  | мол.    | —      | —               |
| Теренья                |            | taurus                | Іспанія         | м'яс.  | мол.    | —      | —               |
| Техаська довгорога     |            | taurus                | США             | м'яс.  | мол.    | —      | —               |
| Тірольська сіра        |            | taurus                | Австрія         | м'яс.  | мол.    | —      | —               |
| Тсванська              |            | taurus                | Ботсвана        | м'яс.  | мол.    | —      | —               |
| Туданка                |            | taurus                | Іспанія         | м'яс.  | мол.    | роб.   | науковий проект |
| Тукс-ціллертальська    |            | taurus                | Австрія         | —      | мол.    | —      | —               |
| Тулі                   |            | taurus                | Зімбабве        | м'яс.  | мол.    | —      | —               |
| Тулім                  |            | taurus/indicus гібрид | Південна Африка | м'яс.  | —       | —      | —               |
| Турецька сіра степова  |            | taurus                | —               | м'яс.  | —       | роб.   | —               |

## У
| Порода                | Зображення | Підвид  | Країна/регіон походження | М'ясо | Молочні | Розливне | Інші      |
| --------------------- | ---------- | ------- | ------------------------ | ----- | ------- | -------- | --------- |
| Угорська сіра         |            | taurus  | Угорщина                 | м'яс. | —       | роб.     | —         |
| Українська сіра       |            | taurus  | Україна                  | м'яс. | мол.    | роб.     | —         |
| Умблачері             |            | indicus | Індія                    | —     | —       | роб.     | —         |
| Ушуайська дика худоба |            | —       | —                        | —     | —       | —        | Здичавілі |

## Ф
| Порода                   | Зображення              | Підвид  | Походження | М'ясна | Молочна | Робоча | Інше |
| ------------------------ | ----------------------- | ------- | ---------- | ------ | ------- | ------ | ---- |
| Феррандез                |                         | taurus  | Франція    | м'яс.  | мол.    |        | —    |
| Філіппінська             | Philippine cow and calf | taurus  | Філіппіни  | м'яс.  | мол.    | роб.   | —    |
| Філіппінська корінна     |                         | taurus  | —          | —      | мол.    | роб.   | —    |
| Фінська західна          |                         | taurus  | Фінляндія  | м'яс.  | мол.    | —      | —    |
| Фінська айрширська       |                         | —       | Фінляндія  | —      | —       | —      | —    |
| Фінська голштейн-фризька |                         | —       | —          | —      | —       | —      | —    |
| Фінська північна         |                         | taurus  | Фінландія  | м'яс.  | мол.    | —      | —    |
| Фінська східна           |                         | taurus  | Фінляндія  | м'яс.  | мол.    | —      | —    |
| Фламандська червона      |                         | taurus  | Франція    |        | мол.    | —      | —    |
| Флоридський крекер       |                         | taurus  | США        | м'яс.  | —       | —      | —    |
| Французька симентальська |                         | taurus  | Франція    | м'яс.  | мол.    | —      | —    |
| Фрибурзька чорно-біла    |                         | —       | —          | —      | —       | —      | —    |
| Фризька червоно-біла     |                         | taurus  | —          | м'яс.  | мол.    | —      | —    |
| Фріейреза                |                         | taurus  | Іспанія    | м'яс.  | мол.    | —      | —    |
| Фроман-дю-леон           |                         | taurus  | Франція    |        | мол.    | —      | —    |
| Фулані суданська         |                         | indicus | —          | м'яс.  | мол.    | роб.   | —    |
| Ф'яль                    |                         | taurus  | Швеція     | м'яс.  | мол.    | —      |      |

## Х
| Порода       | Зображення | Підвид  | Походження | М'ясна | Молочна | Робоча | Інше |
| ------------ | ---------- | ------- | ---------- | ------ | ------- | ------ | ---- |
| Холістанська |            | indicus | Пакистан   | —      | мол.    | —      | —    |
| Холмогорська |            | taurus  | Росія      | м'яс.  | мол.    | —      | —    |

## Ц
| Порода   | Зображення | Підвид | Країна/регіон походження | М'ясна | Молочна | Робоча | Інші |
| -------- | ---------- | ------ | ------------------------ | ------ | ------- | ------ | ---- |
| Цикасто  |            | taurus | Словенія                 | м'яс.  | мол.    |        | —    |
| Ціньчаун |            | taurus | Китай                    | м'яс.  | —       | роб.   | —    |

## Ч
| Порода                       | Зображення          | Підвид                | Походження     | М'ясна    | Молочна | Робоча | Інше           |  |
| ---------------------------- | ------------------- | --------------------- | -------------- | --------- | ------- | ------ | -------------- |  |
| Чербрей                      |                     | taurus/indicus гібрид | США            | м'яс.     | —       | —      | —              |  |
| Червоний ангус               |                     | taurus                | Шотландія      | м'яс.     | мол.    | —      | —              |  |
| Червона безрога              |                     | taurus                | Англія         | м'яс.     | мол.    | —      | —              |  |
| Червона безрога вестланнська |                     | taurus                | Норвегія       | м'яс.     | мол.    | —      | —              |  |
| Червона безрога естланнська  |                     | taurus                | Норвегія       | м'яс.     | мол.    | —      | —              |  |
| Червоний брангус             |                     | taurus/indicus гібрид | —              | м'яс.     | —       | —      | —              |  |
| Червона галіційська          |                     | taurus                | Іспанія        | м'яс.     | мол.    | —      | —              |  |
| Червона горбатівська         |                     | taurus                | Russia         | —         | мол.    | —      | —              |  |
| Червона кандхарі             |                     | indicus               | Індія          | —         | —       | роб.   | декоративна    |  |
| Червона мегрельська          |                     |                       | Грузія         | м'яс.     | мол.    |        |                |  |
| Червона сицілійська          |                     |                       | Італія         |           | мол.    |        |                |  |
| Червона сіндська             |                     | indicus               | Індія/Пакистан | м'яс.     | мол.    | —      | —              |  |
| Червона степова              |                     |                       | Україна        | м'яс.     | мол.    |        |                |  |
|                              | Червона читагонзька |                       | indicus        | Бангладеш | —       | —      | роб.           |  |
| Чіангус                      |                     | taurus                | США            | м'яс.     | —       | —      | —              |  |
| Чілінгемська                 |                     |                       | Англія         | —         | —       | —      | дика популяція |  |
| Чорний ангус                 |                     | taurus                | Шотландія      | м'яс.     | мол.    | —      | —              |  |
| Чорний балді                 |                     | taurus                | Австралія      | м'яс.     | —       | —      | —              |  |
| Чорний герефорд              |                     | taurus                | Англія         | м'яс.     | —       | —      | —              |  |
| Чорно-ряба                   |                     | taurus                | Росія          |           | мол.    | —      | —              |  |

## Ш
| Порода                   | Зображення | Підвид | Походження | М'ясна | Молочна | Робоча | Інше |
| ------------------------ | ---------- | ------ | ---------- | ------ | ------- | ------ | ---- |
| Шароле                   |            | taurus | Франція    | м'яс.  | —       | роб.   | —    |
| Шатобріан                |            | —      | —          | —      | —       | —      | —    |
| Шведська безрога         |            | taurus | —          | —      | мол.    | —      | —    |
| Шведська фризійська      |            | taurus | —          | —      | мол.    | —      | —    |
| Шведська червона безрога |            | taurus | —          | м'яс.  | мол.    | —      | —    |
| Шведська червоно-біла    |            | taurus | —          | м'яс.  | мол.    | —      | —    |
| Шведська червона ряба    |            | taurus | —          | —      | мол.    | —      | —    |
| Швіц                     |            | —      | —          | —      | —       | —      | —    |
| Швіцька                  |            | taurus | Швейцарія  | —      | мол.    | —      | —    |
| Шеко                     |            | —      | Ефіопія    | —      | —       | —      | —    |
| Шортгорнська             |            | taurus | Англія     | м'яс.  | —       | —      | —    |
| Шотландська              |            | taurus | Шотландія  | м'яс.  | —       | роб.   | —    |

## Ю
| Порода     | Зображення | Підвид | Країна/регіон походження | М'ясні | Молочні | Робочі | Інші |
| ---------- | ---------- | ------ | ------------------------ | ------ | ------- | ------ | ---- |
| Юрінська   |            | taurus | Україна                  | —      | —       | —      | —    |
| Ютландська |            | taurus | Данія                    | м'яс.  | мол.    | —      | —    |

## Я
| Порода            | Зображення | Підвид                | Країна/регіон походження | М'ясні | Молочні | Робочі | Інші |
| ----------------- | ---------- | --------------------- | ------------------------ | ------ | ------- | ------ | ---- |
| Яварі             |            | indicus               | Індія                    | —      | —       | роб.   | —    |
| Якутська          |            | taurus                | Росія                    | м'яс.  | мол.    | роб.   | —    |
| Ямайська хоуп     |            | taurus/indicus hybrid | Ямайка                   | —      | мол.    | —      | —    |
| Ямайська чорна    |            | taurus/indicus hybrid | —                        | м'яс.  | мол.    | —      | —    |
| Ямайська червона  |            | taurus/indicus hybrid | —                        | м'яс.  | —       | —      | —    |
| Яньбянська порода |            | taurus                | Китай                    | —      | —       | роб.   | —    |
| Янська жовта      |            |                       |                          |        |         |        |      |
| Ярославська       |            | taurus                | Росія                    |        | мол.    |        |      |